# Gemeinde Murow
Die Gemeinde Murow, polnisch Gmina Murów ist eine Landgemeinde im Powiat Opolski der Woiwodschaft Opole in Polen. Ihr Sitz ist das gleichnamige Dorf mit 1287 Einwohnern (2017).

## Geographie
Die Gemeinde liegt in Oberschlesien ca. 25 Kilometer nördlich der Kreis- und Woiwodschaftshauptstadt Opole (Oppeln). Ihr Hauptort liegt an der Bahnstrecke Opole–Namysłów. Die Orte liegen in einem Waldgebiet, das zum Landschaftsschutzpark Stobrawski gehört. Zu den Gewässern gehört die Budkowiczanka, ein Bach der zur Stobrawa (Stober) fließt.

## Geschichte
Im Jahr 1945 kam das Gebiet an Polen und wurde 1950 Teil der Woiwodschaft Opole. Von 1945 bis 1954 bestand die Gmina Zagwiździe mit Sitz in Zagwiździe (Friedrichsthal). Von 1954 bis 1972 bestanden u. a. die Gromadas Murów und Zagwiździe.
Die Gmina Murów besteht seit 1973. Von 1975 bis 1998 gehörte die Gemeinde zur kleiner zugeschnittenen Woiwodschaft Opole.
Am 31. März 2009 wurden in der Gemeinde Murow deutsche Ortsnamen eingeführt.

## Politik

### Gemeindevorsteher
An der Spitze der Gemeindeverwaltung steht der Gemeindevorsteher. Bisher war dies Andrzej Puławski vom Wahlkomitee „Unsere Gemeinde Murów“, der 2018 von Michał Golenia von der Deutschen Minderheit abgelöst wurde. Die turnusmäßigen Wahl im April 2024 führte zu folgendem Ergebnis.
- Michał Golenia (Schlesische Kommunalverwaltung) 56,2 % der Stimmen
- Ewa Hasik (Wahlkomitee „Gemeinsam für Murów“) 43,8 % der Stimmen

Damit wurde Amtsinhaber Golenia bereits im ersten Wahlgang für eine zweite Amtszeit wiedergewählt.
Die turnusmäßigen Wahl im Oktober 2018 führte zu folgendem Ergebnis.
- Michał Golenia (Wahlkomitee Deutsche Minderheit) 41,0 % der Stimmen
- Ewa Hasik (Wahlkomitee „Unsere Gemeinde – Unser Zuhause“) 25,2 % der Stimmen
- Andrzej Puławski (Wahlkomitee „Unsere Gemeinde Murów“) 24,7 % der Stimmen
- Andrzej Janas (Koalicja Obywatelska) 9,2 % der Stimmen

Nachdem der bisherige Amtsinhaber Puławski bereits im ersten Wahlgang gescheitert war, konnte sich Golenia in der Stichwahl gegen Hasik durchsetzen und neuer Gemeindevorsteher werden.

### Gemeinderat
Der Gemeinderat besteht aus 15 Mitgliedern und wird direkt in Einpersonenwahlkreisen gewählt. Die Gemeinderatswahl 2018 führte zu folgendem Ergebnis:
- Schlesische Kommunalverwaltung (Deutsche Minderheit) 48,0 % der Stimmen, 10 Sitze
- Wahlkomitee „Gemeinsam für Murów“ 33,2 % der Stimmen, 4 Sitze
- Wahlkomitee „Gemeinsam für das Dorf Budkowice“ 7,2 % der Stimmen, kein Sitz
- Wahlkomitee „Gemeinsam für die Gemeinde Murów“ 6,7 % der Stimmen, 1 Sitz
- Übrige 4,9 % der Stimmen, kein Sitz

Die Gemeinderatswahl 2018 führte zu folgendem Ergebnis:
- Wahlkomitee „Unsere Gemeinde Murów“ 30,0 % der Stimmen, 6 Sitze
- Wahlkomitee „Unsere Gemeinde – Unser Zuhause“ 28,3 % der Stimmen, 5 Sitze
- Wahlkomitee Deutsche Minderheit 28,1 % der Stimmen, 3 Sitze
- Koalicja Obywatelska (KO) 10,7 % der Stimmen, 1 Sitz
- Prawo i Sprawiedliwość (PiS) 2,9 % der Stimmen, kein Sitz

### Gemeindepartnerschaften
Die Gemeinde ist eine Partnerschaft mit Vallendar in Rheinland-Pfalz eingegangen.

## Gliederung
Die Landgemeinde Murow umfasst ein Gebiet von 160 km². Dazu gehören zwölf Dörfer mit Schulzenämtern:
- Alt Budkowitz (Stare Budkowice; 1936–45: Alt Baudendorf)
- Dambinietz (Dębiniec; 1936–45: Eichberge)
- Friedrichsthal (Zagwiździe)
- Georgenwerk (Bukowo)
- Grabczok (Grabczok; 1936–45: Buchendorf)
- Murow (Murów; 1936–45: Hermannsthal)
- Neu Budkowitz (Nowe Budkowice; 1936–45: Neu Baudendorf)
- Plümkenau (Radomierowice)
- Podewils (Kały)
- Süssenrode (Młodnik)
- Tauenzinow (Okoły; 1936–45: Tauentzien O.S.)
- Zedlitz (Grabice)

Die Landgemeinde umfasst weitere Weiler und Ansiedlungen, die den Schulzenämtern zugeordnet sind:
Bożejów (Emilienhütte), Czarna Woda (Schwarzwasser), Kęszyce (Konschütz), Mańczok (Mainczok) und Morcinek (Morczinek), Neuwedel (Święciny) und Wojszyn (Reilswerk).

### Partnerschaften
- Vallendar, Rheinland-Pfalz